# Papowo Biskupie
Papowo Biskupie è un comune rurale polacco del distretto di Chełmno, nel voivodato della Cuiavia-Pomerania.
Ricopre una superficie di 70,44 km² e nel 2004 contava 4 315 abitanti.